# Peperomia barbarana
Peperomia barbarana är en pepparväxtart som beskrevs av C. Dc.. Peperomia barbarana ingår i släktet peperomior, och familjen pepparväxter. Inga underarter finns listade i Catalogue of Life.